# Gionatan

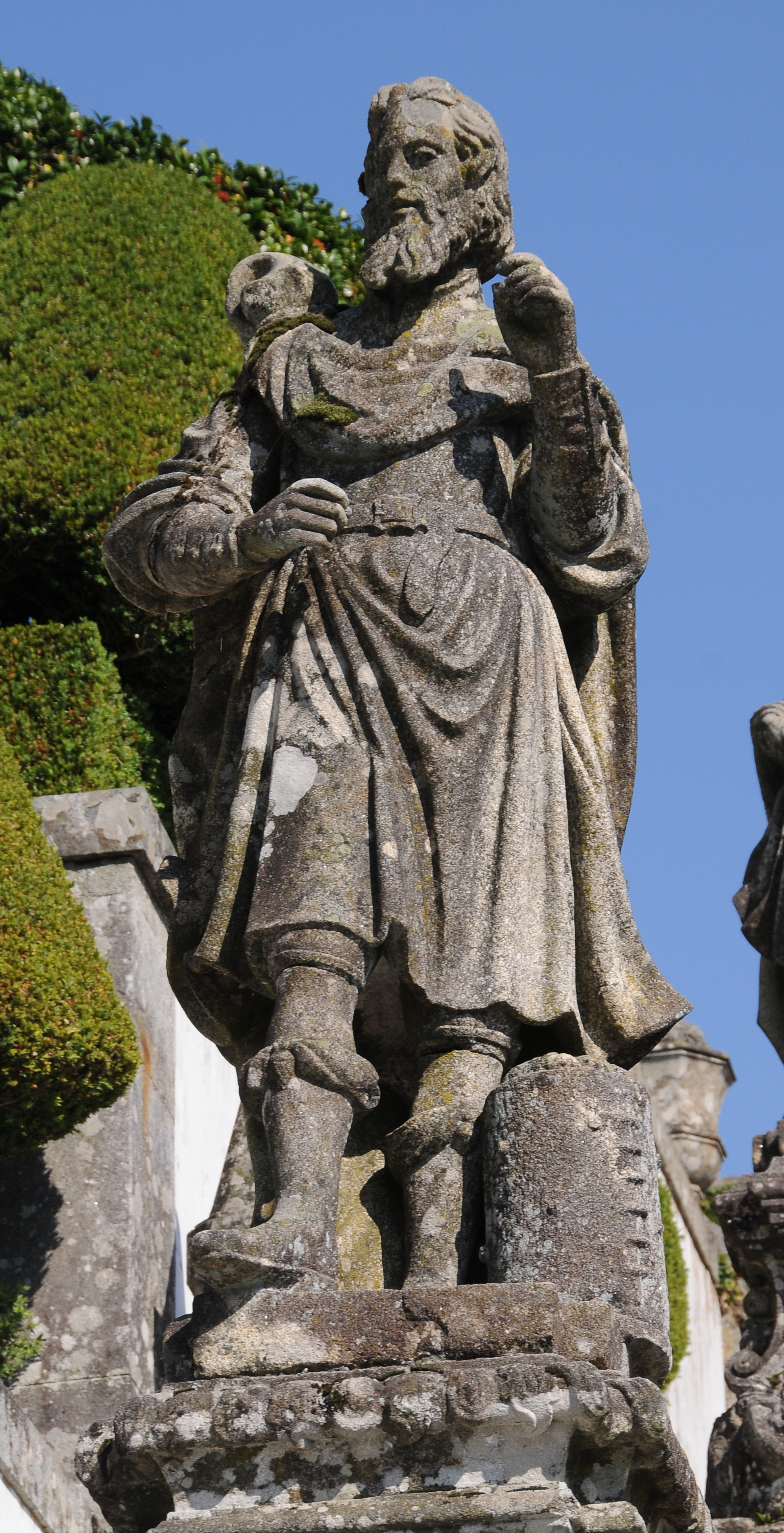
Ritratto di Gionatan, alla fontana della scalinata del santuario di Bom Jesus do Monte a Braga.

Gionatan, o Gionata (dall'ebraico יְהוֹנָתָן, Yehonathàn o יוֹנָתָן, Yonathàn, dal significato "Yahweh ha dato/donato"), è un personaggio biblico, figlio maggiore e favorito del re Saul, avuto da Ahinoam figlia di Ahimaaz. Si distinse, durante il regno del padre, per il coraggio indomito sia in occasione della sconfitta della guarnigione filistea a Gabaa, sia nella nuova vittoria riportata a Micmas. È noto soprattutto per il profondo amore che lo legò al futuro re Davide e per l'aiuto che gli diede nelle circostanze più pericolose.

## Un personaggio storicamente esistito?
Come nel caso di suo padre Saul e dello stesso re Davide, anche per il principe Gionatan le fonti storiche si rivelano del tutto insufficienti. Nessuna fonte extra-biblica parla di questi personaggi della storia arcaica di Israele, e gli stessi testi biblici non mostrano grande coerenza: i capitoli 8 e 10 del primo libro di Samuele sembrano testimoni di una tradizione contraria al primo re di Israele, Saul, e alla sua famiglia, mentre i capitoli 9 e 11, probabilmente più antichi, sono favorevoli a Saul e alla sua discendenza. Il testo originale dei capitoli seguenti, poi, sembra essere stato alterato da giunte successive e rielaborazioni stratificate.
La tradizione biblica è comunque unanime nel presentare la tesi che Israele, contrariamente agli altri popoli della regione, non ebbe in origine un re; l'istituzione monarchica sarebbe stata la reazione allo stimolo di necessità esterne: l'attacco concentrico dei Filistei e degli Ammoniti. Il regno di Saul, primo re di tutte le tribù di Israele, fu probabilmente di breve durata, e nel contesto di questo breve regno si potrebbe essere segnalato il valore del principe ereditario Gionatan, che sarebbe poi morto in battaglia insieme con il padre.

## Il racconto biblico
Gionatan è menzionato per la prima volta nella Bibbia quale valoroso comandante di mille guerrieri, nei primi anni del regno di Saul (1Sam 13,2): a quel tempo poteva avere almeno vent'anni. Durante gli anni della sua formazione poteva aver sentito l'influenza del padre che, fino al momento di essere scelto quale re, aveva manifestato modestia, ubbidienza e rispetto per le disposizioni divine.
Con i suoi mille uomini male armati, Gionatan conquistò la vittoria contro la guarnigione filistea di Gabaa. In risposta, il nemico si radunò a Micmas. Segretamente Gionatan e il suo scudiero si allontanarono da Saul e dai suoi uomini raggiungendo l'avamposto nemico. Con quest'azione Gionatan manifestò il proprio valore e la capacità di ispirare fiducia in altri, pur riconoscendo la direttiva di Dio, visto che per agire attese un segno divino. I due intrepidi combattenti abbatterono da soli venti filistei, cosa che provocò un aspro combattimento, con la vittoria finale di Israele.
Mentre era in corso il combattimento, Saul avventatamente maledisse con un giuramento chiunque avesse mangiato prima della fine della battaglia. Gionatan, che non ne sapeva nulla, mangiò un po' di miele selvatico. Più tardi, di fronte a Saul, Gionatan non cercò di sottrarsi alla morte per adempiere il voto del padre. Tuttavia fu redento dal popolo, consapevole che quel giorno Dio era con lui.
I testi biblici descrivono quindi Gionatan come un guerriero coraggioso, abile e potente. Di lui e di Saul si dice che erano “più veloci delle aquile” e “più potenti dei leoni”. Gionatan, in particolare, era anche un esperto arciere e le sue doti potevano averlo reso particolarmente caro a Saul.

### L'incontro con Davide

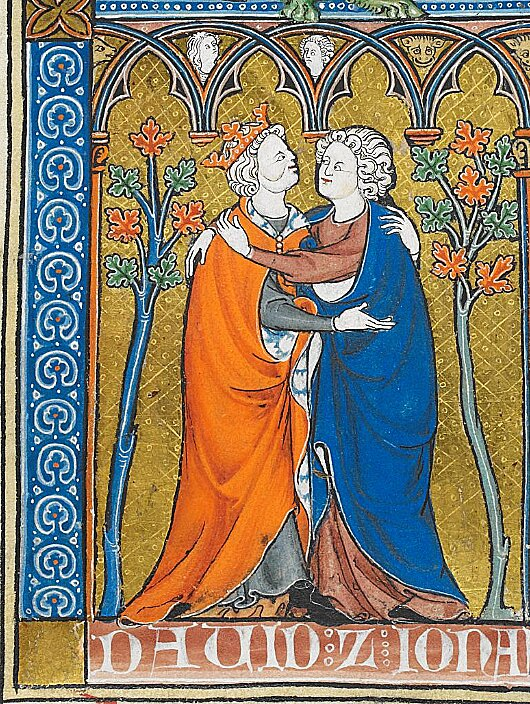
Davide e Gionatan, dalla "Somme le Roy", manoscritto miniato francese (1290, Londra, British Museum).

Davide era stato introdotto alla corte del re Saul affinché suonasse per lui, dal momento che lo spirito di Dio aveva lasciato il re ed era stato sostituito da un cattivo spirito, cosa che Gionatan poteva aver notato. Benché giovane, Davide era “un uomo potente e valoroso, e uomo di guerra”; Saul "lo amava molto" e ne fece il suo scudiero.
La speciale amicizia di Gionatan per Davide iniziò poco dopo che questi uccise Golia. Quell'intrepida azione a difesa del suo popolo dovette commuovere Gionatan. Sentendone parlare da Davide stesso, «la medesima anima di Gionatan si legò all'anima di Davide, e Gionatan lo amava come la sua propria anima» (1Sam 18,1).
I due guerrieri «conclusero un patto d'amicizia. Gionatan capiva che Davide aveva lo spirito di Dio» (1Sam 18,3). Il figlio di Saul, dunque, non fu invidioso di Davide considerandolo un rivale, come fece suo padre; anzi il suo rispetto per il modo in cui Dio dirigeva gli avvenimenti fu un esempio per il suo giovane amico. Gionatan non assecondò il desiderio di Saul di uccidere Davide, ma avvertì quest'ultimo e cercò di intercedere per lui. Quando Davide fu costretto a fuggire, Gionatan si incontrò con lui e strinsero un patto in cui anche Davide si impegnava a proteggere lui e la sua casa (1Sam 19,1-20,17).
Un'altra volta Gionatan parlò di Davide al proprio padre, e ciò quasi gli costò la vita perché in uno scatto d'ira Saul scagliò una lancia contro il suo stesso figlio. Come da accordo, Gionatan e Davide s'incontrarono in un campo dove apparentemente il figlio del re era andato per esercitarsi nel tiro con l'arco. I due amici rinnovarono il loro vincolo d'affetto e “si baciavano l'un l'altro e piangevano l'uno per l'altro” (1Sam 20,41; cfr. Gen 29,13;45,15 e At 20,37).
In seguito Gionatan poté incontrare per l'ultima volta Davide a Ores e “rafforzare la sua mano riguardo a Dio”; anche in quell'occasione rinnovarono il loro patto (1Sam 23,16-18).
Nella battaglia contro i Filistei, Gionatan combatté fino alla morte: morì lo stesso giorno di due suoi fratelli e del padre. I Filistei ne appesero i cadaveri alle mura di Bet-San. Ma valorosi uomini di Iabes-Galaad li tirarono giù e li seppellirono a Iabes. Davide pianse amaramente la morte dell'amico e compose per Saul e Gionatan un canto funebre intitolato "canto dell'arco" (2Sam 1,17-27).  Il re Davide mostrò una speciale benignità per il figlio zoppo di Gionatan, Mefiboset, che aveva cinque anni quando il padre morì: in seguito gli diede un posto permanente alla propria tavola. La discendenza di Gionatan continuò per diverse generazioni.

## Il legame tra Davide e Gionatan nel dibattito su religioni e omosessualità
(Douglas O. Linder, 'The Trials of Oscar Wilde: An Account')

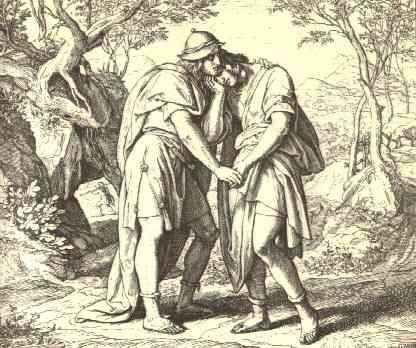
"Jonathan Lovingly Taketh His Leave of David" (Gionata si congeda con amore da Davide), di Julius Schnorr von Carolsfeld

La Bibbia utilizza alcune espressioni molto forti, per descrivere il legame che univa Gionatan e Davide (per esempio, sulla bocca di Davide: «Gionatan, tu mi eri molto caro, e l'amore tuo per me era più meraviglioso dell'amore delle donne», 2Sam 1,26). Per questo motivo, il racconto di Davide e Gionatan (come d'altra parte quello di Rut e Naomi, quello del centurione e del suo giovane servo guarito da Gesù, e pochi altri) hanno suggerito ad alcuni commentatori che nella Bibbia troverebbero posto due linguaggi differenti sul tema dell'omosessualità: il linguaggio inflessibile dei testi legali (i codici di purezza nel Levitico e le prescrizioni etiche di Paolo), e il linguaggio più umano di narrazioni "storiche" che esaltano o per lo meno ammettono un amore omosessuale.
Riassumendo quanto già descritto nel paragrafo precedente, i passi che narrano del rapporto tra Davide e Gionatan sono:
- 1Sam 18,1-4[14]: il primo incontro e la nascita – improvvisa e inattesa – del legame;
- 1Sam 19,1-7[15]: Gionatan scopre il desiderio di suo padre di eliminare Davide e tenta di intercedere a favore dell'amico;
- 1Sam 20[16]: l'incontro dei due nella campagna; al centro del brano, i versetti 20,12-17[17], con il giuramento di alleanza tra Davide e Gionatan;
- 1Sam 23,15-18[18]: un nuovo giuramento di alleanza tra Davide e Gionatan; Gionatan prende coscienza che sarà Davide a regnare dopo Saul; addio tra i due;
- 1Sam 31,2[19]: morte di Gionatan al Gilboa e 2Sam 1,17-27[20]: il lamento di Davide per Saul e Gionatan;
- 2Sam 9,1-12[21]: la fedeltà di Davide al suo giuramento, con la protezione accordata al figlio di Gionatan.

Nei due libri di Samuele, Gionatan è sicuramente una figura secondaria, rispetto ai due “giganti” antagonisti Saul e Davide.  Eppure anche la vicenda di Gionatan ha dei connotati tragici, come quella del padre: Gionatan è l'alleato di Davide nella sua lotta contro Saul, però è anche il figlio dello stesso re Saul (e già in 1Sam 13,2-3 era stato presentato come combattente valoroso); teoricamente destinato a diventare prima o poi re al posto del padre, Gionatan al contempo è sempre più consapevole che invece sarà Davide a regnare al posto suo. L'amicizia tra il principe che non diventerà mai re e il pastore già prescelto per il trono (Davide è già stato unto segretamente da Samuele) avrà un costante tono tragico, fino al momento della morte di Gionatan.
Nell'esegesi del testo, lungo i secoli, i modi di leggere questo rapporto si sono polarizzati in due direzioni:
- una è l'esaltazione dell'affetto, del sentimento che lega Davide e Gionatan (che sia amicizia, amore disinteressato,[23] attrazione erotica,…)
- l'altra è l'esaltazione dell'aspetto politico, dell'unione tra i due come alleanza fedele e leale.[24]

Di fatto, è indispensabile ricordare che l'omosessualità, intesa come “orientamento sessuale caratterizzato da attrazione sentimentale e/o sessuale tra individui dello stesso sesso” non era conosciuta esplicitamente, né poteva esserlo, dagli autori della Bibbia, fossero essi di lingua ebraica o greca, singoli scrittori o “comunità scriventi”, Israeliti appartenenti all'ortodossia ebraica, Ebrei messianici seguaci di Gesù di Nazareth o persino – se ce ne sono stati tra gli autori del Nuovo Testamento – pagani convertiti al cristianesimo. La Bibbia parla non di persone omosessuali, bensì di “atti sessuali tra maschi”, e lo fa sempre in termini espliciti di condanna. Anzi, il rifiuto degli atti omosessuali, insieme con l'accettazione della schiavitù e l'ammissione della pena di morte, è probabilmente uno dei casi più significativi di temi eticamente sensibili che attraversano più o meno immutati l'Antico e il Nuovo Testamento.
È ovvio che nel mondo mediorientale antico esistessero anche esperienze di rapporti di amore tra due uomini o due donne, ma senza dubbio queste relazioni venivano interpretate facendo ricorso a categorie diverse da quello dell'amore erotico tra uomo e donna: spesso uno dei linguaggi cui si ricorreva era quello dell'amicizia.
In definitiva, è una impresa assai ardua pronunciarsi con sicurezza sulla natura del rapporto tra Davide e Gionatan, ma è estremamente improbabile che gli autori del testo biblico pensassero ad un amore omosessuale, poiché non disponevano delle categorie culturali per identificarlo.
D'altronde, l'ipotesi che il “vero” re Davide storicamente esistito fosse omosessuale o bisessuale e innamorato di Gionatan, ma che la Bibbia avesse cercato di nascondere questa relazione trasformando il loro amore in amicizia (e tra l'altro non ci sarebbe neanche riuscita molto bene perché lascerebbe trasparire la realtà storica), ipotesi sostenuta per esempio da Massimo Consoli, si scontra con il limite che l'unica fonte che parli del re Davide è proprio la Bibbia, tra l'altro in testi redatti molti secoli dopo le vicende che narrano. Pertanto, una divisione tra un "Davide storico" e un "Davide della Bibbia" risulta priva di senso, in quanto il primo dei due è del tutto evanescente se si prescinde dal testo biblico che abbiamo a disposizione.